# فردریک بکن
فردریک بکن (انگلیسی: Fredrik Bekken؛ زادهٔ ۱۱ مارس ۱۹۷۵) قایقران روئینگ اهل نروژ است.